# ワニカ地方
ワニカ地方(Wanica)は、スリナム北東部の地方。
2012年の人口は11万8222人で、パラマリボ地方に次いで国内2位。
中心都市はレリードルプ。
スリナムで2番目に都市化が進んだ地方である。
パパイアと小麦が特産品。
近年銅が発見された。

## 人口
- 1980年7月1日：6万725人
- 2004年8月2日：8万5986人
- 2012年8月13日：11万8222人

## 隣接行政区画
- パラマリボ地方
- コメウィネ地方
- パラ地方
- サラマッカ地方

## 下位行政区分

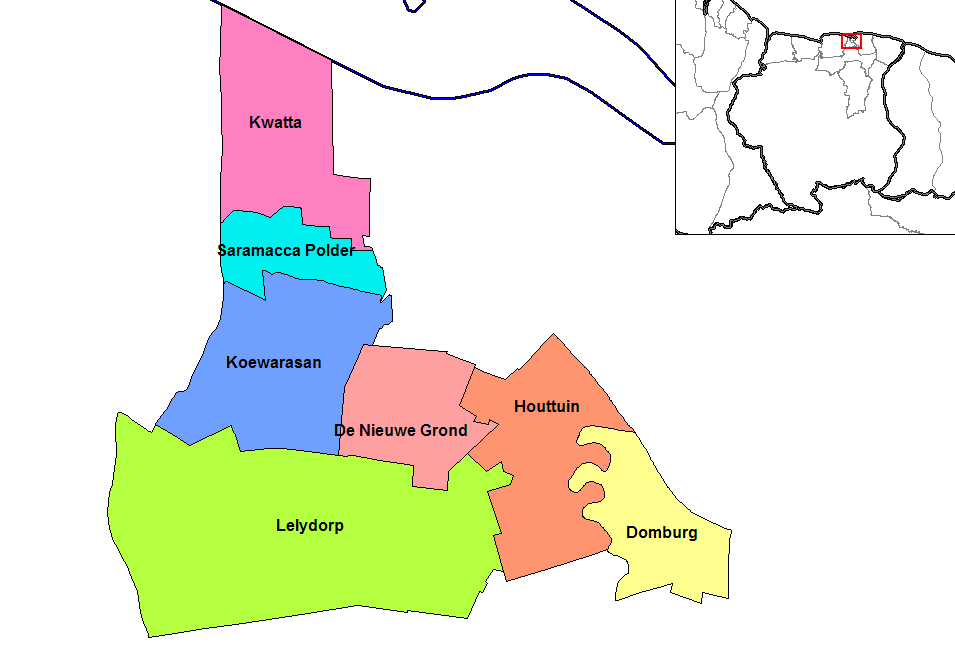
ワニカ地方の行政区画

ワニカ地方は7つのレソートに分かれる。
- クワッタ（英語版）
- クーワラサン（英語版）
- サラマカ・ポルデル（英語版）
- デ・ニーウェ・グロント（英語版）
- ドンブルグ（英語版）
- ハウトタイン（英語版）
- レリードルプ（英語版）(中心都市)